# Дашковський Володимир Анатолійович
Володимир Анатолійович Дашковський (нар. 9 березня 1965 Черкаси) — військовий диригент, лауреат кількох міжнародних конкурсів. Екс-начальник військово-музичного управління Збройних Сил України.

## Загальні відомості
1987-го завершив навчання у Московській консерваторії. По тому направлений військовим диригентом частин КВО (1987–93); диригентом — начальником оркестру частин ОВО (1993–98). У 1998 році сформував 7-й оркестр штабу ОК «Північ», 2003-му зорганізував та очолив Військово-музичний центр СВ ЗСУ. Від 2014-го начальник Військово-музичного управління ЗСУ.

## Відзнаки та нагороди
- Заслужений діяч мистецтв України (1999);
- Народний артист України (1.12.2009).[2][3]